# Valley Parade
Das Valley Parade (voller Name: Valley Parade Stadium, durch Sponsoringvertrag seit 2022 offiziell University of Bradford Stadium) ist ein Fußballstadion in der englischen Großstadt Bradford, im Metropolitan County West Yorkshire, Vereinigtes Königreich. Heute bietet die Spielstätte den Besuchern 25.136 überdachte Sitzplätze.

## Geschichte
Valley Parade ist die Heimspielstätte von Bradford City seit der Gründung des Vereins im Jahr 1903 bzw. schon seit 1886, als der Vorgängerverein noch unter dem Namen Manningham FC im Rugby-Sport tätig gewesen war.
Am 11. Mai 1985 wurde das Valley Parade Schauplatz einer der größten Stadionkatastrophen in der britischen Geschichte, als die Haupttribüne während eines Spiels in Flammen aufging. Bei der Valley-Parade-Feuerkatastrophe kamen 56 Zuschauer ums Leben.

## Besucherrekord und Zuschauerschnitt
Zur Partie der 4. Runde im FA Cup 1910/11 am 11. März 1911 zwischen Bradford City und dem FC Burnley (1:0) versammelten sich 39.146 Fans im Valley Parade. Die Bestmarke in Zeiten moderner Sitzplatzstadien wurde am 14. Juli 2019 aufgestellt. Zum Freundschaftsspiel Bradford City gegen den FC Liverpool kamen 24.343 Zuschauer ins Stadion.
Berücksichtigt wurden die Ligaspiele von Bradford City.
- 2002/03: 12.500 (Football League First Division)
- 2003/04: 11.377 (Football League First Division)
- 2004/05: 08.856 (Football League One)
- 2005/06: 08.264 (Football League One)
- 2006/07: 08.694 (Football League One)
- 2007/08: 13.756 (Football League Two)
- 2008/09: 12.704 (Football League Two)
- 2009/10: 11.422 (Football League Two)
- 2010/11: 11.127 (Football League Two)
- 2011/12: 10.171 (Football League Two)
- 2012/13: 10.322 (Football League Two)
- 2013/14: 14.120 (Football League One)
- 2014/15: 13.353 (Football League One)
- 2015/16: 18.090 (Football League One)
- 2016/17: 18.180 (EFL League One)
- 2017/18: 19.787 (EFL League One)
- 2018/19: 16.130 (EFL League One)
- 2019/20: 14.255 (EFL League Two)

## Galerie

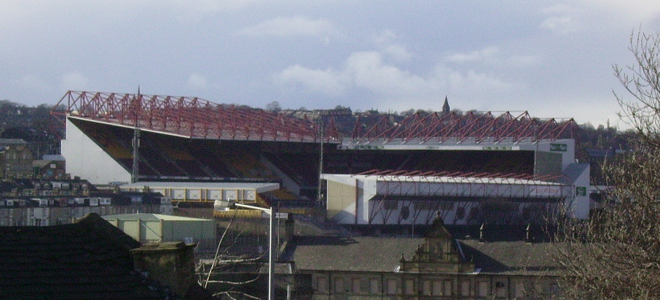
Valley Parade im März 2008